# Ситников, Владимир Николаевич
Владимир Николаевич Ситников (род. 23 июля 1974) — российский агроном, политический деятель, ректор Ставропольского государственного аграрного университета, кандидат сельскохозяйственных наук, почётный работник агропромышленного комплекса Российской Федерации.

## Биография
Родился в 1974 году в селе Калиновском Ставропольского края РСФСР.

## Образование
Закончил в 1995 году Ставропольскую государственную сельскохозяйственную академию по специальности «агроном». Имеет учёную степень кандидата сельскохозяйственных наук.

## Карьера
В период с 1995 по 2010 годы работал на сельскохозяйственном предприятии «Колос», расположенном в Александровском районе Ставропольского края, на различных должностях от агронома до генерального директора.
В период с 2011 по 2015 годы занимал должность заместителя главы, главы администрации Александровского муниципального района Ставропольского края.
В период с 2015 по 2020 годы был министром сельского хозяйства Ставропольского края.
С 2021 по 2022 годы занимал должность первого заместителя председателя правительства Ставропольского края.
С октября 2022 года — врио ректора Ставропольского государственного аграрного университета, с апреля 2023 года утверждён в должности ректора Ставропольского государственного аграрного университета.